# Crawford (Nebraska)
Crawford – miasto w Stanach Zjednoczonych, w stanie Nebraska, w hrabstwie Dawes.